# نوردبیمستر
نوردبیمستر (به هلندی: Noordbeemster) یک منطقهٔ مسکونی در هلند است که در بیمستر واقع شده‌است. نوردبیمستر ۳۶۰ نفر جمعیت دارد.